# Persone di nome Steven
| Questa pagina contiene informazioni ricavate automaticamente dalle voci biografiche con l'ausilio del template Bio e di un bot. L'aggiornamento è periodico e automatico e ricostruisce completamente la pagina. Se manca una persona in questa lista, sei pregato di non aggiungerla, ma accertati piuttosto che la sua voce biografica contenga il template Bio e che i dati anagrafici siano correttamente compilati. Se il template Bio manca, inseriscilo tu stesso o, in alternativa, metti l'avviso {{tmp\|Bio}} che ne segnala la mancanza. Se i dati riportati sono sbagliati, correggi direttamente la voce biografica; le modifiche saranno visibili in questa lista entro pochi giorni. Per chiarimenti vedi il progetto antroponimi. La lista contiene solo le 445 persone che sono citate nell'enciclopedia e per le quali è stato implementato correttamente il template Bio. Pagina aggiornata al 6 ago 2025. |

Questa è una lista di persone presenti nell'enciclopedia che hanno il nome Steven, suddivise per attività principale.

## Agenti segreti(1)
- Steven John Lalas, agente segreto statunitense (Dover, n. 1953)

## Allenatori di calcio(17)
- Steve Cherundolo, allenatore di calcio e ex calciatore statunitense (Rockford, n. 1979)
- Steve Davis, allenatore di calcio e ex calciatore inglese (Birmingham, n. 1965)
- Steven Davis, allenatore di calcio e ex calciatore nordirlandese (Ballymena, n. 1985)
- Steven Defour, allenatore di calcio e ex calciatore belga (Mechelen, n. 1988)
- Steven Dias, allenatore di calcio e ex calciatore indiano (Bombay, n. 1983)
- Steve Evans, allenatore di calcio e ex calciatore gallese (Wrexham, n. 1979)
- Steven Gerrard, allenatore di calcio e ex calciatore britannico (Whiston, n. 1980)
- Steve Morison, allenatore di calcio e ex calciatore gallese (Londra, n. 1983)
- Steven Naismith, allenatore di calcio e ex calciatore scozzese (Irvine, n. 1986)
- Steve Paterson, allenatore di calcio e ex calciatore scozzese (Elgin, n. 1958)
- Steven Pienaar, allenatore di calcio e ex calciatore sudafricano (Johannesburg, n. 1982)
- Steve Potts, allenatore di calcio e ex calciatore inglese (Hartford, n. 1967)
- Steven Pressley, allenatore di calcio e ex calciatore scozzese (Elgin, n. 1973)
- Steven Reid, allenatore di calcio e ex calciatore inglese (Kingston, n. 1981)
- Steven Taylor, allenatore di calcio e ex calciatore inglese (Londra, n. 1986)
- Steve Watson, allenatore di calcio e ex calciatore inglese (North Shields, n. 1974)
- Steven Whittaker, allenatore di calcio e ex calciatore scozzese (Edimburgo, n. 1984)

## Allenatori di hockey su ghiaccio(2)
- Steve McKenna, allenatore di hockey su ghiaccio, dirigente sportivo e ex hockeista su ghiaccio canadese (Toronto, n. 1973)
- Steve Tsujiura, allenatore di hockey su ghiaccio e ex hockeista su ghiaccio canadese (Coaldale, n. 1962)

## Allenatori di pallacanestro(1)
- Steve Clifford, allenatore di pallacanestro statunitense (Lincoln, n. 1961)

## Arbitri di rugby a 15(1)
- Mark Lawrence, arbitro di rugby a 15 sudafricano (Standerton, n. 1965)

## Architetti(1)
- Steven Holl, architetto statunitense (Bremerton, n. 1947)

## Astisti(1)
- Steve Hooker, astista australiano (Melbourne, n. 1982)

## Astrofisici(1)
- Steven Soter, astrofisico e divulgatore scientifico statunitense

## Astronauti(6)
- Steven Hawley, ex astronauta statunitense (Ottawa, n. 1951)
- Steven Lindsey, ex astronauta statunitense (Arcadia, n. 1960)
- Steven MacLean, ex astronauta canadese (Ottawa, n. 1954)
- Steven Nagel, astronauta statunitense (Canton, n. 1946 - Columbia, † 2014)
- Steven Lee Smith, ex astronauta statunitense (Phoenix, n. 1958)
- Steven Swanson, ex astronauta e ingegnere statunitense (Syracuse, n. 1960)

## Astronomi(1)
- Steven S. Vogt, astronomo statunitense (Rock Island, n. 1949)

## Attori(39)
- Steve Agee, attore, comico e musicista statunitense (Riverside, n. 1969)
- Steve Blanchard, attore e baritono statunitense (Bryans Road, n. 1958)
- Steven Brand, attore britannico (Dundee, n. 1969)
- Steve Buscemi, attore e regista statunitense (New York, n. 1957)
- Steve Carell, attore, comico e sceneggiatore statunitense (Concord, n. 1962)
- Steven Cole, attore britannico (Liverpool, n. 1982)
- Steven Cree, attore scozzese (Kilmarnock, n. 1980)
- Steven Culp, attore statunitense (La Jolla, n. 1955)
- Steven Eckholdt, attore statunitense (Los Angeles, n. 1961)
- Steven Ford, attore statunitense (East Grand Rapids, n. 1956)
- Steven Geray, attore ungherese (Užhorod, n. 1904 - Los Angeles, † 1973)
- Steven Gilborn, attore statunitense (New Rochelle, n. 1936 - Chatham, † 2009)
- Steve Guttenberg, attore, regista e comico statunitense (New York, n. 1958)
- Steven Hill, attore statunitense (Seattle, n. 1922 - Monsey, † 2016)
- Steve Howey, attore statunitense (San Antonio, n. 1977)
- Steve Kazee, attore e cantante statunitense (Ashland, n. 1975)
- Steven Keats, attore statunitense (The Bronx, n. 1945 - Manhattan, † 1994)
- Steven Krueger, attore statunitense (Appleton, n. 1989)
- Steven Anthony Lawrence, attore statunitense (Fresno, n. 1990)
- Steven Love, attore statunitense
- Steven Mackintosh, attore britannico (Cambridge, n. 1967)
- Steven R. McQueen, attore statunitense (Los Angeles, n. 1988)
- Steven Mond, attore canadese (Canada, n. 1971)
- Steven Ogg, attore canadese (Edmonton, n. 1973)
- Steven Pasquale, attore e cantante statunitense (Hershey, n. 1976)
- Steve Pemberton, attore e sceneggiatore britannico (Blackburn, n. 1967)
- Steven Perry, attore statunitense (n. 1952)
- Steven Michael Quezada, attore statunitense (Albuquerque, n. 1963)
- Jake Sandvig, attore statunitense (Clovis, n. 1986)
- Steve Schirripa, attore, produttore cinematografico e conduttore televisivo statunitense (New York, n. 1957)
- Steven Seagal, attore, artista marziale e produttore cinematografico statunitense (Lansing, n. 1952)
- Fisher Stevens, attore e regista statunitense (Chicago, n. 1963)
- Steven Strait, attore statunitense (New York, n. 1986)
- Steven Waddington, attore britannico (Leeds, n. 1968)
- Steven John Ward, attore sudafricano (Johannesburg, n. 1990)
- Steven Weber, attore statunitense (New York, n. 1961)
- Steven Williams, attore statunitense (Memphis, n. 1949)
- Steven Yeun, attore e doppiatore sudcoreano (Seul, n. 1983)
- Steve Zahn, attore statunitense (Marshall, n. 1967)

## Autori televisivi(1)
- Steven Bochco, autore televisivo e sceneggiatore statunitense (New York, n. 1943 - Los Angeles, † 2018)

## Avvocati(1)
- Steven Donziger, avvocato statunitense (n. 1961)

## Banchieri(1)
- Steven Mnuchin, banchiere, produttore cinematografico e politico statunitense (New York, n. 1962)

## Bassisti(4)
- Steve Dawson, bassista britannico (Sheffield, n. 1952)
- Steve McDonald, bassista statunitense (Hawthorne, n. 1967)
- Steven Severin, bassista, compositore e produttore discografico britannico (Londra, n. 1955)
- Steve Tucker, bassista e cantante statunitense (Cincinnati, n. 1971)

## Batteristi(3)
- Steven Adler, batterista statunitense (Cleveland, n. 1965)
- Steve Smith, batterista statunitense (Whitman, n. 1954)
- Steve White, batterista britannico (Bermondsey, n. 1965)

## Biologi(1)
- Steven Rose, biologo britannico (Londra, n. 1938 - † 2025)

## Bobbisti(3)
- Steven Holcomb, bobbista statunitense (Colorado Springs, n. 1980 - Lake Placid, † 2017)
- Steven Langton, bobbista statunitense (Melrose, n. 1983)
- Steve Mesler, bobbista statunitense (Buffalo, n. 1978)

## Canoisti(1)
- Steven Wood, canoista australiano (Brisbane, n. 1961 - Brisbane, † 1995)

## Canottieri(2)
- Steven Blaisse, canottiere olandese (Amsterdam, n. 1940 - Brummen, † 2001)
- Steven Coppola, canottiere statunitense (Buffalo, n. 1984)

## Cantanti(11)
- Steve Brookstein, cantante britannico (Londra, n. 1968)
- Steven Brown, cantante e polistrumentista statunitense (Chicago, n. 1952)
- Steve Forrest, cantante, chitarrista e batterista statunitense (Modesto, n. 1986)
- Steve Goodman, cantante statunitense (Chicago, n. 1948 - Seattle, † 1984)
- Stevie Rachelle, cantante tedesco (n. 1966)
- Steve Strange, cantante e attore britannico (Newbridge, n. 1959 - Sharm el-Sheikh, † 2015)
- Steve Harwell, cantante e musicista statunitense (Santa Clara, n. 1967 - Boise, † 2023)
- Steve Kilbey, cantante e bassista britannico (Welwyn Garden City, n. 1954)
- Steven Stapleton, cantante e musicista inglese (Londra, n. 1957)
- Steven Tyler, cantante statunitense (Yonkers, n. 1948)
- Seasick Steve, cantante e musicista statunitense (Oakland, n. 1951)

## Cantautori(6)
- Stevie B, cantautore, compositore e produttore discografico statunitense (Fort Lauderdale, n. 1958)
- Randy Jackson, cantautore, polistrumentista e ballerino statunitense (Gary, n. 1961)
- Buddy Miller, cantautore, chitarrista e produttore discografico statunitense (Fairborn, n. 1952)
- Morrissey, cantautore e scrittore britannico (Davyhulme, n. 1959)
- Cat Stevens, cantautore britannico (Londra, n. 1948)
- Steven Wilson, cantautore e musicista britannico (Hemel Hempstead, n. 1967)

## Cestisti(41)
- Steven Adams, cestista neozelandese (Rotorua, n. 1993)
- Steve Blake, ex cestista e allenatore di pallacanestro statunitense (Hollywood, n. 1980)
- Stevie Browning, ex cestista statunitense (Logan, n. 1993)
- Steve Burtt, ex cestista statunitense (New York, n. 1962)
- Steve Burtt, cestista statunitense (New York, n. 1984)
- Steve Carney, ex cestista statunitense (Portsmouth, n. 1968)
- Steven Cook, ex cestista statunitense (Winnetka, n. 1994)
- Steven Davis, cestista statunitense (Indianapolis, n. 1993)
- Steven Enoch, cestista statunitense (Norwalk, n. 1997)
- Steven Esterkamp, ex cestista e allenatore di pallacanestro statunitense (Cincinnati, n. 1981)
- Steve Francis, ex cestista statunitense (Takoma Park, n. 1977)
- Steve Goodrich, ex cestista statunitense (Bruxelles, n. 1976)
- Steven Gray, cestista statunitense (Port Hadlock-Irondale, n. 1989)
- Steve Green, ex cestista statunitense (Madison, n. 1953)
- Steven Green, cestista statunitense (Phoenix, n. 1993)
- Steven Haney, cestista statunitense (East Lansing, n. 1996)
- Steve Hansell, ex cestista britannico (Londra, n. 1975)
- Steve Harris, cestista statunitense (Kansas City, n. 1963 - † 2016)
- Steve Hawes, ex cestista statunitense (Seattle, n. 1950)
- Michael Hawkins, ex cestista statunitense (Canton, n. 1972)
- Steve Hayes, ex cestista e allenatore di pallacanestro statunitense (American Falls, n. 1955)
- Steve Henson, ex cestista e allenatore di pallacanestro statunitense (Junction City, n. 1968)
- Steven Hill, ex cestista statunitense (Chanute, n. 1985)
- Steve Hood, ex cestista statunitense (Gilroy, n. 1968)
- Steven Hunter, ex cestista statunitense (Chicago, n. 1981)
- Steve Kaplan, ex cestista statunitense (Brooklyn, n. 1950)
- Steven Key, ex cestista e allenatore di pallacanestro statunitense (Los Angeles, n. 1968)
- Steve Kramer, ex cestista statunitense (Sandy, n. 1945)
- Steve Leven, ex cestista australiano (Sydney, n. 1982)
- Steve Lingenfelter, ex cestista statunitense (Eau Claire, n. 1958)
- Steven Marković, ex cestista australiano (Liverpool, n. 1985)
- Steve Mix, ex cestista e allenatore di pallacanestro statunitense (Toledo, n. 1947)
- Steve Novak, ex cestista statunitense (Libertyville, n. 1983)
- Steve Patterson, cestista e allenatore di pallacanestro statunitense (Riverside, n. 1948 - Phoenix, † 2004)
- Steve Rogers, ex cestista e allenatore di pallacanestro statunitense (Montgomery, n. 1968)
- Steven Sewell, ex cestista portoricano (New York, n. 1956)
- Steve Sheppard, ex cestista statunitense (New York, n. 1954)
- Steve Smith, ex cestista statunitense (Highland Park, n. 1969)
- Steven Smith, ex cestista statunitense (Filadelfia, n. 1983)
- Steve Wojciechowski, ex cestista e allenatore di pallacanestro statunitense (Severna Park, n. 1976)
- Steve Woodberry, ex cestista e allenatore di pallacanestro statunitense (Wichita, n. 1971)

## Chirurghi(1)
- Steven Rosenberg, chirurgo e oncologo statunitense (New York, n. 1940)

## Chitarristi(2)
- Steve Gaines, chitarrista statunitense (Seneca, n. 1949 - Gillsburg, † 1977)
- Steve Vai, chitarrista, compositore e polistrumentista statunitense (Carle Place, n. 1960)

## Ciclisti su strada(5)
- Steven Kleynen, ex ciclista su strada belga (Lovanio, n. 1977)
- Steven Kruijswijk, ciclista su strada olandese (Nuenen, n. 1987)
- Steven Lammertink, ex ciclista su strada olandese (Enter, n. 1993)
- Steven Rooks, ex ciclista su strada e pistard olandese (Oterleek, n. 1960)
- Steven Tronet, ex ciclista su strada francese (Calais, n. 1986)

## Comici(1)
- Steven Wright, comico e attore statunitense (Cambridge, n. 1955)

## Compositori(3)
- Steven Halpern, compositore statunitense (New York, n. 1947)
- Steven Price, compositore inglese (Nottingham, n. 1977)
- Steven Stucky, compositore statunitense (Hutchinson, n. 1949 - Ithaca, † 2016)

## Conduttori radiofonici(1)
- Steve Dahl, conduttore radiofonico, musicista e attore statunitense (Pasadena, n. 1954)

## Criminali(1)
- Steven Jay Russell, criminale e truffatore statunitense (Virginia Beach, n. 1957)

## Danzatori(1)
- Steven McRae, ballerino australiano (Plumpton, n. 1985)

## Direttori d'orchestra(1)
- Steven Mercurio, direttore d'orchestra e compositore statunitense (Bardonia, n. 1956)

## Dirigenti sportivi(2)
- Steven Caethoven, dirigente sportivo e pistard belga (Gand, n. 1981)
- Steven de Jongh, dirigente sportivo e ex ciclista su strada olandese (Alkmaar, n. 1973)

## Disc jockey(1)
- Zhu, disc jockey, cantante e produttore discografico statunitense (San Francisco, n. 1989)

## Doppiatori(2)
- Steve Blum, doppiatore statunitense (Santa Monica, n. 1960)
- Steven Zirnkilton, doppiatore statunitense (York, n. 1958)

## Esploratori(1)
- Steven Bennet, esploratore inglese (Londra - Londra)

## Filosofi(1)
- Steven Best, filosofo, scrittore e docente statunitense (Chicago, n. 1955)

## Fisici(3)
- Steven Chu, fisico e politico statunitense (Saint Louis, n. 1948)
- Steven Orszag, fisico e matematico statunitense (New York, n. 1943 - New Haven, † 2011)
- Steven Weinberg, fisico statunitense (New York, n. 1933 - Austin, † 2021)

## Fotografi(3)
- Steven Klein, fotografo e regista statunitense (Cranston, n. 1965)
- Steven Meisel, fotografo statunitense (New York, n. 1954)
- Steven Underhill, fotografo statunitense (n. 1962)

## Fumettisti(1)
- Steven T. Seagle, fumettista, sceneggiatore e produttore televisivo statunitense (Biloxi, n. 1965)

## Funzionari(1)
- Steven Pruitt, funzionario statunitense (San Antonio, n. 1984)

## Ginnasti(1)
- Steven Legendre, ginnasta statunitense (n. 1989)

## Giocatori di baseball(6)
- Steve Carlton, ex giocatore di baseball statunitense (Miami, n. 1944)
- Steve Cishek, giocatore di baseball statunitense (Falmouth, n. 1986)
- Steve Johnson, giocatore di baseball statunitense (Baltimora, n. 1987)
- Steven Matz, giocatore di baseball statunitense (Stony Brook, n. 1991)
- Steve Pearce, ex giocatore di baseball statunitense (Lakeland, n. 1983)
- Steven Wright, giocatore di baseball statunitense (Torrance, n. 1984)

## Giocatori di beach volley(1)
- Steven van de Velde, giocatore di beach volley olandese (L'Aia, n. 1994)

## Giocatori di calcio a 5(1)
- Steven Jackson, ex giocatore di calcio a 5 australiano (n. 1964)

## Giocatori di football americano(28)
- Steve Bartkowski, giocatore di football americano statunitense (Des Moines, n. 1952)
- Tony Bergstrom, giocatore di football americano statunitense (Salt Lake City, n. 1986)
- Steve Bono, ex giocatore di football americano statunitense (Norristown, n. 1962)
- Steve Bradley, ex giocatore di football americano statunitense (n. 1963)
- Steve Davis, ex giocatore di football americano statunitense (Lexington, n. 1948)
- Steve DeBerg, ex giocatore di football americano statunitense (Oakland, n. 1954)
- Steve Emtman, ex giocatore di football americano statunitense (Spokane, n. 1970)
- Steve Everitt, ex giocatore di football americano statunitense (Miami, n. 1970)
- Steven Gilmore Jr., giocatore di football americano statunitense (Rock Hill, n. 1999)
- Steve Hutchinson, ex giocatore di football americano statunitense (Fort Lauderdale, n. 1977)
- Steven Jackson, ex giocatore di football americano statunitense (Las Vegas, n. 1983)
- Steven Johnson, ex giocatore di football americano statunitense (Media, n. 1988)
- Stevie Johnson, giocatore di football americano statunitense (San Francisco, n. 1986)
- Steve Largent, ex giocatore di football americano e politico statunitense (Tulsa, n. 1954)
- Steve Little, giocatore di football americano statunitense (Springfield, n. 1956 - Little Rock, † 1999)
- Steven Means, giocatore di football americano statunitense (Buffalo, n. 1989)
- Steve Nelson, ex giocatore di football americano statunitense (Farmington, n. 1951)
- Steven Nelson, ex giocatore di football americano statunitense (Warner Robins, n. 1993)
- Steve Odom, ex giocatore di football americano statunitense (Columbus, n. 1984)
- Steve Pelluer, ex giocatore di football americano statunitense (Yakima, n. 1962)
- Steve Schindler, ex giocatore di football americano statunitense (Caldwell, n. 1954)
- Steve Sewell, ex giocatore di football americano statunitense (San Francisco, n. 1963)
- Steven Strother, ex giocatore di football americano statunitense (Culpeper, n. 1990)
- Steve Tasker, ex giocatore di football americano statunitense (Smith Center, n. 1962)
- Steven Terrell, giocatore di football americano statunitense (n. 1990)
- Steve Weatherford, giocatore di football americano statunitense (Crown Point, n. 1982)
- E.J. White, ex giocatore di football americano e allenatore di football americano statunitense (St. Cloud)
- Steve Wilks, ex giocatore di football americano e allenatore di football americano statunitense (Charlotte, n. 1969)

## Giocatori di snooker(1)
- Steven Hallworth, giocatore di snooker inglese (Skellingthorpe, n. 1995)

## Giornalisti(3)
- Steven Berlin Johnson, giornalista e scrittore statunitense (n. 1968)
- Steven Levy, giornalista statunitense (Filadelfia, n. 1951)
- Steven Sotloff, giornalista statunitense (Miami, n. 1983 - Deserto siriano, † 2014)

## Golfisti(1)
- Steve Stricker, golfista statunitense (Madison, n. 1967)

## Hockeisti su ghiaccio(6)
- Steve Andrascik, hockeista su ghiaccio canadese (Sherridon, n. 1948 - Delmar, † 2024)
- Steve Christoff, ex hockeista su ghiaccio statunitense (Springfield, n. 1958)
- Steve Janaszak, ex hockeista su ghiaccio statunitense (Saint Paul, n. 1957)
- Steven Reinprecht, ex hockeista su ghiaccio canadese (Edmonton, n. 1976)
- Steve Rucchin, ex hockeista su ghiaccio canadese (Thunder Bay, n. 1971)
- Steven Stamkos, hockeista su ghiaccio canadese (Markham, n. 1990)

## Illusionisti(1)
- Dynamo, illusionista britannico (Bradford, n. 1982)

## Illustratori(1)
- Gris Grimly, illustratore e scrittore statunitense (Indianapolis, n. 1961)

## Imprenditori(5)
- Steve Ballmer, imprenditore e informatico statunitense (Detroit, n. 1956)
- Steve Chen, imprenditore e informatico taiwanese (Taipei, n. 1978)
- Steve Jobs, imprenditore e inventore statunitense (San Francisco, n. 1955 - Palo Alto, † 2011)
- Steven Rales, imprenditore statunitense (Bethesda, n. 1951)
- Steve Witkoff, imprenditore, funzionario e diplomatico statunitense (New York, n. 1957)

## Informatici(1)
- Steve Meretzky, programmatore e autore di videogiochi statunitense (Yonkers, n. 1957)

## Ingegneri(2)
- Steven Rockwell, ingegnere statunitense (n. 1878 - † 1946)
- Steven Sasson, ingegnere statunitense (New York, n. 1950)

## Karateka(1)
- Steven Da Costa, karateka francese (Mont-Saint-Martin, n. 1997)

## Mafiosi(1)
- Steven Hughes, mafioso statunitense (Middleton, † 1966)

## Matematici(1)
- Steven Strogatz, matematico statunitense (Torrington, n. 1959)

## Mezzofondisti(1)
- Steve Heard, ex mezzofondista e velocista britannico (Royal Tunbridge Wells, n. 1962)

## Militari(1)
- Steven van der Hagen, militare e ammiraglio olandese (Amersfoort, n. 1563 - † 1621)

## Montatori(1)
- Steven Rosenblum, montatore statunitense (Westport)

## Musicisti(7)
- Steven Curtis Chapman, musicista, cantautore e produttore discografico statunitense (Paducah, n. 1962)
- Billy Childish, musicista, pittore e poeta inglese (Chatham, n. 1959)
- Flying Lotus, musicista, rapper e regista statunitense (Los Angeles, n. 1983)
- Apache Indian, musicista e cantante britannico (n. 1967)
- Steve Norman, musicista britannico (Londra, n. 1960)
- Steven Van Zandt, musicista, cantante e attore statunitense (Winthrop, n. 1950)
- Steven Wiig, musicista e attore statunitense (Negaunee, n. 1972)

## Neurologi(1)
- Steven Novella, neurologo e blogger statunitense (Danbury, n. 1964)

## Nuotatori(3)
- Steven Dewick, ex nuotatore australiano (Sydney, n. 1976)
- Steve Furniss, ex nuotatore statunitense (Madison, n. 1952)
- Steven Gregg, nuotatore statunitense (Wilmington, n. 1955 - Charleston, † 2024)

## Opinionisti(1)
- Steven Milloy, opinionista statunitense

## Pallanuotisti(2)
- Steve Barnett, ex pallanuotista statunitense (Los Angeles, n. 1943)
- Steven Camilleri, pallanuotista maltese (Pietà, n. 1990)

## Pallavolisti(3)
- Steven Marshall, pallavolista canadese (Abbotsford, n. 1989)
- Steven Morales, pallavolista portoricano (San Juan, n. 1992)
- Steve Timmons, ex pallavolista e ex giocatore di beach volley statunitense (Newport Beach, n. 1958)

## Pattinatori di short track(2)
- Steven Bradbury, ex pattinatore di short track australiano (Camden, n. 1973)
- Steven Dubois, pattinatore di short track canadese (Laval, n. 1997)

## Piloti automobilistici(1)
- Steven Goldstein, pilota automobilistico colombiano (Bogotà, n. 1981)

## Piloti motociclistici(3)
- Steven Frossard, pilota motociclistico francese (Marsiglia, n. 1987)
- Steven Le Coquen, pilota motociclistico francese (Chartres, n. 1991)
- Steven Odendaal, pilota motociclistico sudafricano (Johannesburg, n. 1993)

## Pistard(1)
- Steven Burke, ex pistard britannico (Burnley, n. 1988)

## Poeti(1)
- Steven Sater, poeta, drammaturgo e sceneggiatore statunitense (Evansville)

## Politici(17)
- Steve Beshear, politico statunitense (Dawson Springs, n. 1944)
- Steve Chabot, politico statunitense (Cincinnati, n. 1953)
- Steve Daines, politico statunitense (Los Angeles, n. 1962)
- Steve Gunderson, politico statunitense (Eau Claire, n. 1951)
- Brett Guthrie, politico statunitense (Florence, n. 1964)
- Steven Horsford, politico statunitense (Las Vegas, n. 1973)
- Steve King, politico statunitense (Storm Lake, n. 1949)
- Steve LaTourette, politico e avvocato statunitense (Cleveland, n. 1954 - McLean, † 2016)
- Steven Palazzo, politico statunitense (Gulfport, n. 1970)
- Steve Preston, politico statunitense (Janesville, n. 1960)
- Steve Rothman, politico e avvocato statunitense (Englewood, n. 1952)
- Steve Russell, politico e militare statunitense (Oklahoma City, n. 1963)
- Steven Schiff, politico e avvocato statunitense (Chicago, n. 1947 - Albuquerque, † 1998)
- Steven Vanackere, politico belga (Wevelgem, n. 1964)
- Steven Vandeput, politico belga (Hasselt, n. 1967)
- Steven Woolfe, politico britannico (Manchester, n. 1967)
- Steve Young, politico e ex hockeista su ghiaccio canadese (Calgary, n. 1969)

## Produttori cinematografici(4)
- Steve Antin, produttore cinematografico, sceneggiatore e regista statunitense (Queens, n. 1958)
- Steven Maeda, produttore cinematografico e sceneggiatore statunitense (Santa Monica, n. 1970)
- Steven Schneider, produttore cinematografico statunitense (New York, n. 1974)
- Steven E. de Souza, produttore cinematografico, sceneggiatore e regista statunitense (Filadelfia, n. 1947)

## Produttori discografici(1)
- Steve Albini, produttore discografico, chitarrista e cantante statunitense (Pasadena, n. 1962 - Chicago, † 2024)

## Psicologi(1)
- Steven Pinker, psicologo e linguista canadese (Montréal, n. 1954)

## Pugili(1)
- Steve McCrory, pugile statunitense (Detroit, n. 1964 - Detroit, † 2000)

## Rapper(1)
- Layzie Bone, rapper statunitense (Cleveland, n. 1974)

## Registi(17)
- Steve Box, regista, animatore e sceneggiatore inglese (Bristol, n. 1967)
- Steven Brill, regista, sceneggiatore e attore statunitense (Utica, n. 1962)
- Steven Caple Jr., regista e sceneggiatore statunitense (Cleveland, n. 1988)
- Steve Carr, regista e produttore cinematografico statunitense (New York, n. 1965)
- Steve Franks, regista, sceneggiatore e produttore cinematografico statunitense (Orange County, n. 1965)
- Steven Lisberger, regista, produttore cinematografico e sceneggiatore statunitense (New York, n. 1951)
- Steve McQueen, regista, sceneggiatore e produttore cinematografico britannico (Londra, n. 1969)
- Steven C. Miller, regista e sceneggiatore statunitense (Decatur, n. 1981)
- Steven R. Monroe, regista e sceneggiatore statunitense (n. 1964)
- Steven Quale, regista, sceneggiatore e montatore statunitense (Evanston, n. 1965)
- Steven Scarborough, regista statunitense (San Francisco, n. 1954)
- Steven Shainberg, regista e produttore cinematografico statunitense (Memphis, n. 1963)
- Steven Soderbergh, regista, produttore cinematografico e direttore della fotografia statunitense (Atlanta, n. 1963)
- Steven Spielberg, regista, sceneggiatore e produttore cinematografico statunitense (Cincinnati, n. 1946)
- Steven Hilliard Stern, regista televisivo, regista cinematografico e produttore cinematografico canadese (Timmins, n. 1937 - Encino, † 2018)
- Steven Vasquez, regista e direttore della fotografia statunitense
- S. Craig Zahler, regista, sceneggiatore e scrittore statunitense (Miami, n. 1973)

## Rugbisti a 15(9)
- Steven Bortolussi, ex rugbista a 15 italiano (Sydney, n. 1982)
- Steve Fenwick, rugbista a 15 e dirigente d'azienda britannico (Caerphilly, n. 1951)
- Steve Gordon, ex rugbista a 15 e allenatore di rugby a 15 neozelandese (Te Awamutu, n. 1967)
- Steve Hanley, rugbista a 15 inglese (Whitehaven, n. 1979)
- Steven Kitshoff, rugbista a 15 sudafricano (Somerset West, n. 1992)
- Steve McDowall, ex rugbista a 15, allenatore di rugby a 15 e imprenditore neozelandese (Rotorua, n. 1961)
- Steven So'oialo, rugbista a 15 samoano (Apia, n. 1977)
- Steve Thompson, rugbista a 15 e allenatore di rugby a 15 britannico (Hemel Hempstead, n. 1978)
- Steve Tuynman, ex rugbista a 15 e allenatore di rugby a 15 australiano (Sydney, n. 1963)

## Sassofonisti(1)
- Euge Groove, sassofonista, compositore e musicista statunitense (Hagerstown, n. 1962)

## Sceneggiatori(12)
- Steven Bagatourian, sceneggiatore armeno (Queens, n. 1977)
- Steven Canals, sceneggiatore, produttore televisivo e regista statunitense (New York, n. 1980)
- Steven S. DeKnight, sceneggiatore, regista e produttore televisivo statunitense (Millville, n. 1964)
- Steven Katz, sceneggiatore statunitense (Saint Louis, n. 1959)
- Steven Knight, sceneggiatore e regista britannico (Marlborough, n. 1959)
- Steven Levenson, sceneggiatore, librettista e drammaturgo statunitense (Providence, n. 1984)
- Steven Levitan, sceneggiatore, regista e produttore televisivo statunitense (Chicago, n. 1962)
- Steven Moffat, sceneggiatore e produttore televisivo britannico (Paisley, n. 1961)
- Steven Molaro, sceneggiatore e produttore televisivo statunitense (New York, n. 1972)
- Steve Oedekerk, sceneggiatore, produttore cinematografico e attore statunitense (Los Angeles, n. 1961)
- Steven Seth Wilson, sceneggiatore e regista statunitense (n. 1948)
- Steven Zaillian, sceneggiatore, regista e produttore cinematografico statunitense (Fresno, n. 1953)

## Schermidori(1)
- Steven Bauer, schermidore tedesco (n. 1981)

## Sciatori alpini(5)
- Steven Amiez, sciatore alpino francese (n. 1998)
- Steven Lee, ex sciatore alpino australiano (Sydney, n. 1962)
- Steve Mahre, ex sciatore alpino statunitense (Yakima, n. 1957)
- Steven Nyman, ex sciatore alpino statunitense (Provo, n. 1982)
- Steven Théolier, ex sciatore alpino francese (n. 1990)

## Scrittori(5)
- Steven Erikson, scrittore canadese (Toronto, n. 1959)
- Steven Gould, scrittore statunitense (n. 1955)
- Steven Millhauser, scrittore statunitense (New York, n. 1943)
- Steven Pressfield, scrittore e sceneggiatore statunitense (Port of Spain, n. 1943)
- Steven Saylor, scrittore statunitense (Port Lavaca, n. 1956)

## Snowboarder(1)
- Steven Williams, snowboarder argentino (San Martín de los Andes, n. 1988)

## Storici della filosofia(1)
- Steven Nadler, storico della filosofia statunitense (n. 1958)

## Stuntman(1)
- Steve-O, stuntman, attore e personaggio televisivo britannico (Wimbledon, n. 1974)

## Taekwondoka(1)
- Steven López, taekwondoka statunitense (New York, n. 1978)

## Tennisti(1)
- Steven Diez, tennista canadese (Toronto, n. 1991)

## Tuffatori(2)
- Steven Barnett, tuffatore australiano (Sydney, n. 1979)
- Steven LoBue, tuffatore statunitense (n. 1985)

## Velocisti(3)
- Steven Gardiner, velocista bahamense (Moore's Island, n. 1995)
- Steve Lewis, ex velocista statunitense (Los Angeles, n. 1969)
- Steve Riddick, ex velocista statunitense (Newport News, n. 1951)

## Vescovi cattolici(4)
- Steven Robert Biegler, vescovo cattolico statunitense (Mobridge, n. 1959)
- Steven Joseph Lopes, vescovo cattolico statunitense (Fremont, n. 1975)
- Steven John Maekawa, vescovo cattolico statunitense (Bellevue, n. 1967)
- Steven John Raica, vescovo cattolico statunitense (Munising, n. 1952)

## Violoncellisti(1)
- Steven Isserlis, violoncellista e scrittore inglese (Londra, n. 1958)

## Wrestler(9)
- Steve Blackman, ex wrestler e ex artista marziale misto statunitense (Annville, n. 1963)
- Steve Corino, ex wrestler canadese (Winnipeg, n. 1973)
- Crazzy Steve, wrestler canadese (Montréal, n. 1984)
- Kongo Kong, wrestler statunitense (Fort Wayne, n. 1979)
- Nigel McGuinness, ex wrestler britannico (Londra, n. 1976)
- Jay Youngblood, wrestler statunitense (Fontana, n. 1955 - Parkville, † 1985)
- Steven Slocum, wrestler statunitense (West Monroe, n. 1979)
- Sting, ex wrestler statunitense (Omaha, n. 1959)
- Steve Williams, wrestler e giocatore di football americano statunitense (Lakewood, n. 1960 - Denver, † 2009)

## Senza attività specificata(7)
- Steven Greer, ufologo statunitense (Charlotte, n. 1955)
- Steven Hallard, ex arciere britannico (n. 1965)
- Steven Parent, statunitense (Contea di Los Angeles, n. 1951 - Los Angeles, † 1969)
- Steven Scott, ex tiratore a volo britannico (n. 1985)
- Steven Stayner, statunitense (Merced, n. 1965 - Merced, † 1989)
- Steven Truscott, canadese (Vancouver, n. 1945)
- Steve Wiebe, videogiocatore statunitense (Seattle, n. 1969)